# Pager

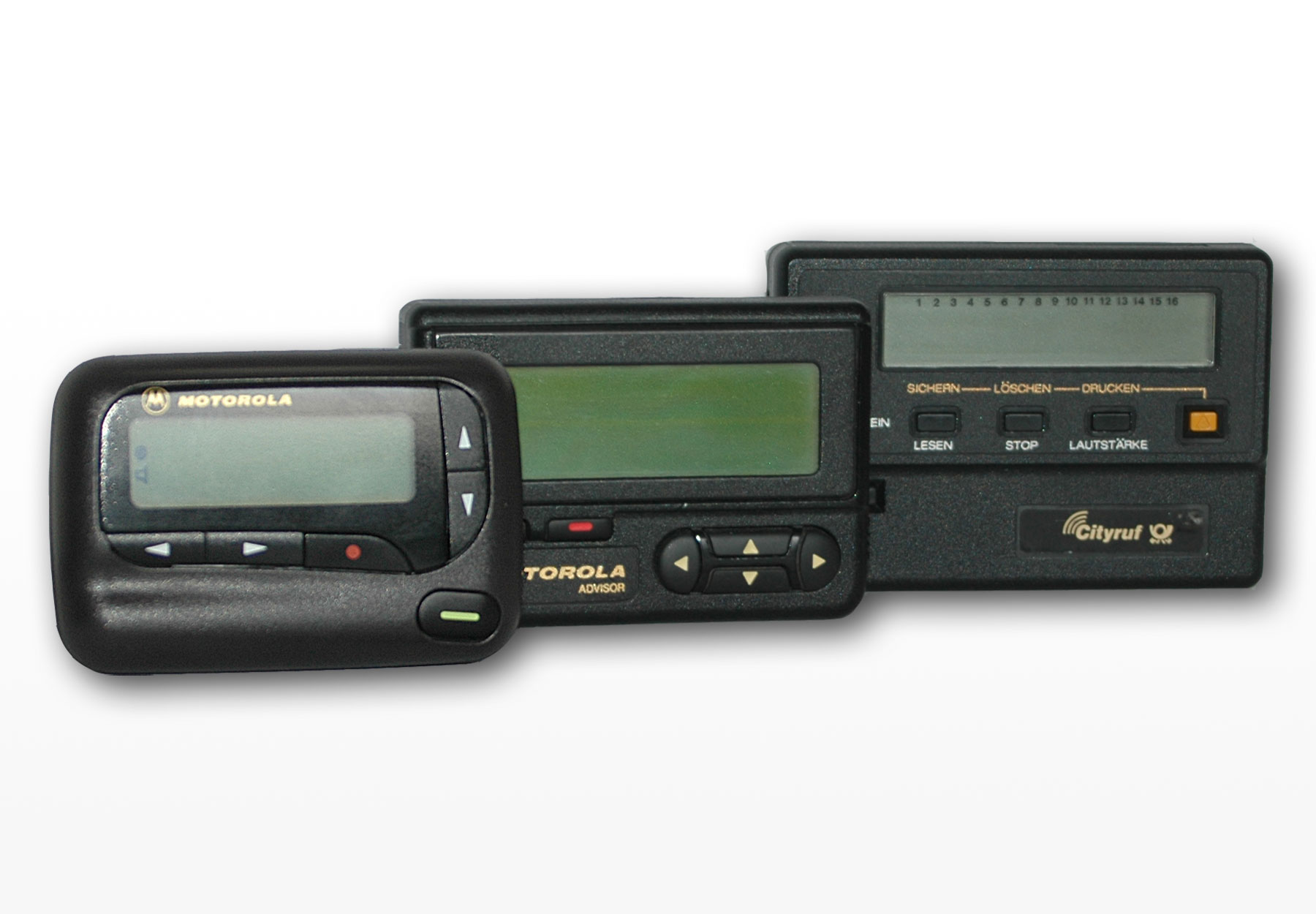
Ukázka několika pagerů firmy Motorola

Pager je malé osobní telekomunikační zařízení, jehož úkolem je předat majiteli upozornění (např. pípáním) nebo krátkou zprávu. Příjemce může reagovat např. zavoláním na předem domluvené číslo nebo se někam dostavit. Pagery začaly z trhu ustupovat po příchodu mobilních telefonů a používáním SMS zpráv.

## Charakteristika
Pagery byly používány před příchodem mobilních telefonů. Pager umožnoval kontaktovat člověka, přestože neseděl u svého telefonu, který měl v kanceláři na stole. Rozesílání zpráv se provádělo buď zavoláním na určité telefonní číslo nebo pomocí operátora na ústředně. Dosah mohl být plošný (republiková síť) a nebo jen privátně v rámci areálu (např. v nemocnici).
Konec pagerů a pagingových sítí byl způsoben popularitou SMS posílaných mezi mobilními telefony.

### Typy pagerů
Nejjedodušší pagery pouze upozorňovaly pípáním, které trvalo do zmáčknutí tlačítka. Uživatel pak reagoval dohodnutým způsobem (např. z nejbližší pevné telefonní linky zavolal na ústřednu nebo se dostavil na předem dohodnuté místo). Příjem zpráv mohl být individuální (upozornění bylo doručeno jen na konkrétní pager) nebo plošné (doručení na všechny pagery v dosahu signálu).
Některé pagery umožňovaly přijímat číselné zprávy (např. telefonní číslo, kam má příjemce zprávy zavolat) nebo i textové zprávy. Případně mohl pager přehrát předem nahranou hlasovou zprávu.
Nejpokročilejší typy umožňovaly na zprávu reagovat: jen potvrdit příjem nebo i odeslat textovou odpověď pomocí zabudované klávesnice.

## Provoz pagerů v ČR
V Česku plošně fungovaly do roku 2010[zdroj⁠?!] dvě pagingové sítě: analogová (RDS) a digitální (ERMES). ERMES síť začala v roce 1996 pilotním projektem v Pardubicích od společnosti Radiokontakt Operator, později ji rozvíjela i firma Multitone CZ. Její provoz byl ukončen v roce 2009.

## Kontroverze
Přes 2500 zraněných a 200 v kritickém stavu bylo 17. září 2024 po výbuších pagerů teroristického hnutí Hizballáh. Útok byl operací tajných služeb Izraele. Výbuchy zabily a zranily velké množství vrcholných a důležitých členů Hizballáhu, kteří je používali pro příjem zpráv a koordinaci. Výhodou pagerů bylo, že zařízení přijímá zprávy, ale nic nevysílá, takže nešlo nositele pageru sledovat (což v případě mobilních telefonů možné je).